# Max Fork
Max Fork (* 11. Juni 1892 in Zürich; † 26. November 1974) war deutscher Möbelfabrikant, Gestalter und Innenarchitekt in Reutlingen und Heilbronn. Er war Gemeinderat in Heilbronn und dort ab 1932 auch Ortsgruppenleiter der NSDAP.

## Leben
Er heiratete Else Strienz und führte die um 1910 vom Schwiegervater Friedrich Strienz (1876–1936) gegründete Möbelfabrik Strienz unter seinem Namen weiter. Als Innenarchitekt griff er gerne historische oder bäuerliche Formen auf. Er gestaltete Möbel, Polstermöbel, Teppiche und Vorhänge. 1921 gewann er einen Preis für die Gestaltung eines Kaffee- und Tee-Service für die Württembergische Metallwaren-Fabrik in Geislingen.
Er trat zum 1. Oktober 1931 der NSDAP bei (Mitgliedsnummer 672.469) und war ab 1932 Ortsgruppenleiter in Heilbronn. Dort hat er u. a. die Wohnräume seiner Parteifreunde Heinrich Gültig und Hugo Kölle ausgestaltet, die seit 1933 als Bürgermeister an der Spitze der Stadt Heilbronn standen.
Von 1936 an war er der letzte Vorsitzende des Heilbronner Verschönerungsvereins, der zu diesem Zeitpunkt jedoch bereits weitgehend tätigkeits- und bedeutungslos war. 1936 wohnte er in der Paulinenstr. 3.

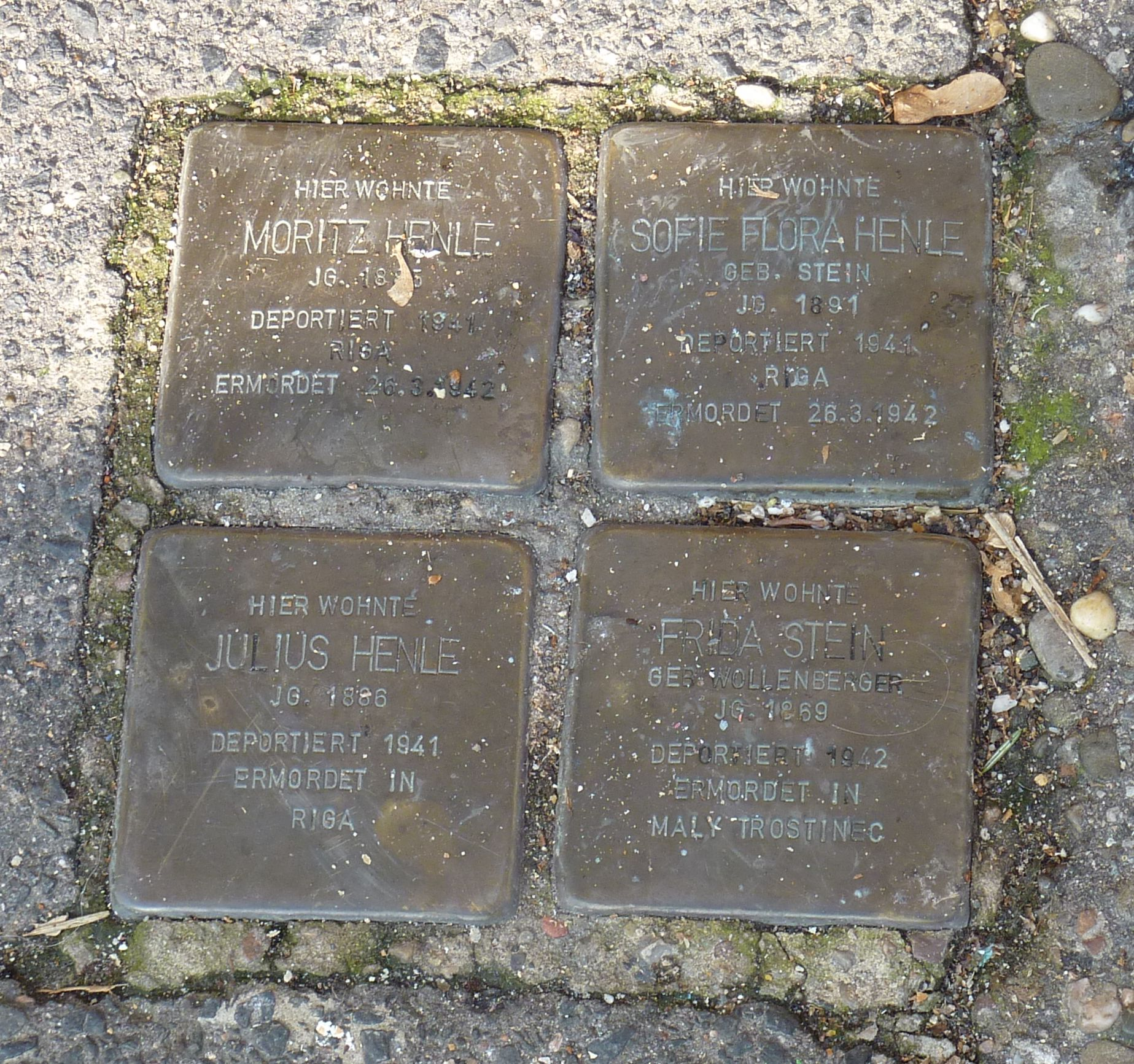
Stolpersteine für das Brüderpaar Henle, deren „arisiertes“ Haus Fork erwarb

Nach der Reichspogromnacht gehörte er zu den Begünstigten, die vormals jüdisches Wohneigentum günstig von der Stadt Heilbronn erhielten. So kam er in den Besitz des Anwesens Klarastraße 6, dessen jüdische Vorbesitzer die Brüder Moritz und Julius Henle gewesen waren, die dort eine Herrenschneiderei betrieben hatten, bevor sie das Gebäude weit unter Wert an die Stadt Heilbronn verkaufen mussten. Beide Brüder wurden während des Holocaust ermordet. Heute erinnern Stolpersteine in der Innsbrucker Straße 31 an das Brüderpaar Henle. Im Zuge eines Rückerstattungsverfahrens kamen die Erben der Vorbesitzer nach dem Zweiten Weltkrieg wieder in den Besitz des Anwesens. Schadenersatzforderungen Forks an die Stadt Heilbronn wurden bis 1966 gerichtlich abgewiesen.
Die Möbelfabrik Fork wurde beim Luftangriff vom 4. Dezember 1944 zerstört.
Nach dem Zweiten Weltkrieg führte er in der Sülmerstraße 19 in Heilbronn ein Büro für Innenarchitektur und Innendekorationen unter dem Namen seiner Frau fort. 1950 befand sich dieses Büro in der Kaiserstr. 23/1, 1961 hatte Fork dort ein Büro wieder unter seinem Namen.